# Traci Lords
Traci Lords, właśc. Nora Louise Kuzma (ur. 7 maja 1968 w Steubenville) – amerykańska aktorka, która zasłynęła występami w filmach pornograficznych, gdy była jeszcze niepełnoletnia, następnie występowała w filmach głównego nurtu.
Jak podaje AllMovie, jej pseudonim artystyczny Traci Lords został zaczerpnięty od imienia i nazwiska bohaterki granej przez Katharine Hepburn w komedii romantycznej George’a Cukora Filadelfijska opowieść (The Philadelphia Story, 1940). Z kolei w biografii przedstawionej przez TV.com jest informacja, że to połączenie imienia byłej przyjaciółki ze szkoły Traci a nazwisko Lords na cześć jej ulubionego aktora, aktora Jacka Lorda (Hawaii Five-O). Później oficjalnie zmieniła nazwisko na Traci Elizabeth Lords. W 2002 została umieszczona na czwartym miejscu na liście 50. największych gwiazd branży porno wszech czasów przez periodyk Adult Video News.

## Życiorys

### Wczesne lata
Urodziła się w Steubenville w stanie Ohio jako córka hutnika Louisa i Patricii Kuzmy (z domu Briceland). Rodzice ojca byli żydowskimi imigrantami z Ukrainy, podczas gdy jej matka była pochodzenia skandynawskiego. Miała trzy siostry: starszą Lotaryngię i dwie młodsze – Rachel i Grace. Jej ojciec był alkoholikiem, który regularnie awanturował się w domu. Często spędzała czas ze swoją babcią, która mieszkała w pobliżu. Kiedy miała siedem lat – jej rodzice rozwiedli się i przeprowadziła się z matką i siostrami do domu jej prababci. Po rozwodzie, ojciec dostał częściową opiekę nad córkami. Mniej więcej w tym samym czasie, jej matka uczęszczała na Uniwersytet Ohio i pracowała tylko w niepełnym wymiarze godzin.
W wieku dziesięciu lat, Lords rzekomo została zgwałcona przez szesnastolatka, z którym zaprzyjaźniła się na przyjęciu urodzinowym u jej przyjaciółki. Kiedy miała dwanaście lat, Lords przeniosła się z matką i siostrami do Lawndale w Kalifornii, wraz z konkubentem matki. To był ostatni raz, kiedy widziała ojca. We wrześniu 1982, rozpoczęła naukę w Redondo Union High School w Redondo Beach. Podczas jej wczesnych lat szkolnych, Lords przybrała buntowniczą postawę, obwiniając matkę z powodu biedy. Za to odnalazła postać ojca w osobie konkubenta matki, Rogera Hayesa, który był dilerem kokainy i molestował Lords we śnie. Gdy jej matka zerwała z nim z powodu zażywania narkotyków, Lords w wieku czternastu lat pierwszy raz ze swoim chłopakiem zaszła w ciążę, bojąc się reakcji matki, poszła do Hayesa o pomoc, który zorganizował aborcję bez wiedzy matki, która z dwiema młodszymi córkami w końcu znalazła się w schronisku dla kobiet, dopóki nie była w stanie znaleźć nowego mieszkania.

### Kariera w branży porno
Lords porzuciła szkołę i przez jakiś czas mieszkała ze starszym od niej o około trzydzieści lat ex-partnerem matki Rogerem Hayesem. Dorabiała jako opiekunka do dzieci. Hayes załatwił piętnastoletniej Lords fałszywe prawo jazdy pod nazwiskiem Kristie Elizabeth Nussman i pomógł zaistnieć jej w branży pornograficznej. Początkowo za pośrednictwem World Modeling Talent Agency w Sherman Oaks, którą kierował Jim South, pozowała do aktów w wielu magazynach dla mężczyzn i została modelką września 1984 magazynu „Penthouse”. W tym samym wydaniu znalazły się zdjęcia byłej Miss America Vanessy Williams, zatem znalazło ono wielu nabywców i Traci Lords stała się znana.
Mając szesnaście lat Lords występowała w filmach hard porno i stała się wkrótce jedną z najbardziej popularnych aktorek porno na świecie. W ciągu dwóch lat, aż do osiemnastych urodzin, zagrała w około stu filmach, choć jej autobiografia Traci Lords Underneath It All z 2003 mówi o tylko dwudziestu, pozostałe nazywając kompilacjami scen. Ujawnienie w 1986 niepełnoletności Lords wywołało wielki skandal w USA, który spowodował podjęcie działań śledczych przez Kongres i zmiany w prawodawstwie. Filmy z Traci Lords są od tego czasu uważane w USA za pornografię dziecięcą, gdyż uznaje się tam za takie wszystkie filmy pornograficzne z udziałem osób poniżej 18. roku życia. Wyjątkiem jest film Traci, I Love You (1987), nakręcony w Cannes niedługo po osiągnięciu pełnoletności, dzięki czemu stał się bestsellerem i jej jedynym legalnym filmem porno w Stanach Zjednoczonych. Ponieważ Lords miała wyłączne prawa do rozpowszechniania filmu, w przemyśle porno spekulowano, że sama rozpoczęła skandal, aby zachować duże zarobki wyłącznie dla siebie.
Skandal kosztował przemysł pornograficzny miliony dolarów, gdyż producenci i sprzedawcy byli zmuszeni wycofać i zniszczyć filmy i czasopisma, w których występowała Traci Lords, aby uniknąć oskarżenia o rozpowszechnianie pornografii dziecięcej. Mimo to prokuratura wszczęła śledztwo przeciw producentom i dystrybutorom filmów. Agenci Lords zostali oskarżeni o świadome zaakceptowanie fałszywych dokumentów, sama Lords jako niepełnoletnia w chwili przestępstwa nie została oskarżona. W większości krajów europejskich filmy z Lords pozostają w pełni legalne, a część znajduje się nadal w sprzedaży, obowiązuje tam bowiem granica wiekowa 16 lub 15 lat. W USA natomiast filmy zostały przemontowane, a sceny z udziałem Traci Lords wycięte.
Krótko później Traci Lords wystąpiła w kilku talk-show, gdzie przedstawiała się jako ofiara przemysłu porno i twierdziła, że zmuszano ją do przyjmowania narkotyków i występowania w filmach wbrew jej woli. Inne osoby związane z branżą, takie jak Ron Jeremy, Ginger Lynn i Tom Byron, a także byli konkubenci, twierdzili, że Lords nigdy nie przyjmowała narkotyków, a występowała z pełną świadomością tego co robi.
W marcu 2013 zajęła piętnaste miejsce w rankingu „Najlepsze aktorki porno wszech czasów” (Las mejores actrices porno de todos los tiempos), ogłoszonym przez hiszpański portal 20minutos.es.

### Działalność poza przemysłem porno
Po odejściu z branży filmów dla dorosłych wzięła udział w kursie aktorskim. Dostała się do obsady w licznych serialach i filmach telewizyjnych. Od czasu horroru science fiction Nie z tej ziemi (Not of This Earth, 1988) odmawiała występów nago. W 1992 w Centier City Civic Center, podczas pokazu mody Thierry’ego Muglera, wystąpiła jako modelka z Jeff Strykerem na imprezie charytatywnej na rzecz walki z AIDS.
Kandydowała do roli Ginger w filmie Martina Scorsese Kasyno (1995), którą ostatecznie zagrała Sharon Stone. Była na okładkach magazynów takich jak „Penthouse” (w sierpniu 1985), „Hustler” (w lutym 1986), „Muscle & Fitness” (w marcu 1988 z Lee Labradą i maju 1989 ze Scottem Wilsonem), „Starfix” (w maju 1990), „Paper” (w marcu 1995), „Details” (w maju 1995), „Satellite Times” (w czerwcu 1995) i „Bizarre” (w maju 1998).
Występuje w obronie praw osób homoseksualnych i protestuje przeciwko kojarzeniu jej nazwiska z pornografią. W 1990 rozpoczęła działalność jako piosenkarka i kompozytorka, publikując, przy współpracy m.in. z grupą Juno Reactor album trance 1000 Fires. Pochodzący z tego albumu utwór „Control”, znalazł się na ścieżce dźwiękowej filmu Mortal Kombat.

## Publikacje
- Traci Lords: Underneath It All. HarperCollins, 2003. ISBN 0-06-050820-5.
- Christy Canyon: Lights, Camera, Sex!. Kindle, 2003. ISBN 0-9727470-0-1.
- Daniel Lesueur: Traci Lords & Jenna Jameson: American sex stars. Camion Blanc, 2009. ISBN 978-2-35779-037-7.

## Filmografia
| filmy fabularne | filmy fabularne                                                         | filmy fabularne             | filmy fabularne                                       |
| Rok             | Tytuł                                                                   | Rola                        | Reżyser                                               |
| --------------- | ----------------------------------------------------------------------- | --------------------------- | ----------------------------------------------------- |
| 1988            | Nie z tej ziemi (Not of This Earth)                                     | Nadine Story                | Jim Wynorski                                          |
| 1989            | Fast Food                                                               | Dixie Love                  | Michael A. Simpson                                    |
| 1990            | Beksa (Cry-Baby)                                                        | Wanda Woodward              | John Waters                                           |
| 1990            | Object of Desire                                                        |                             | Roger Duchowny, Joel Silberg                          |
| 1990            | Szatański pakt (Shock 'Em Dead)                                         | Lindsay Roberts             | Mark Freed                                            |
| 1991            | Nerwy ze stali (Raw Nerve)                                              | Gina Clayton                | David A. Prior                                        |
| 1991            | Morderstwo na wysokości (Murder in High Places, TV)                     | Diane                       | John Byrum                                            |
| 1991            | Czas na śmierć (A Time to Die)                                          | Jackie Swanson              | Charles T. Kanganis                                   |
| 1992            | Stuknięty bliźniak (The Nutt House)                                     | panna Tress                 | Adam Rifkin, Scott Spiegel                            |
| 1992            | Intent to Kill                                                          | Vickie Stewart              | Charles T. Kanganis                                   |
| 1993            | Laser Moon                                                              | Barbara Fleck               | Douglas K. Grimm                                      |
| 1993            | Skinner                                                                 | Heidi                       | Ivan Nagy                                             |
| 1993            | Zbrodnia (Il ritmo del silenzio)                                        | Laura                       | Andreas Marfori                                       |
| 1994            | Plughead Rewired: Circuitry Man II                                      | Norma                       | Robert Lovy, Steven Lovy                              |
| 1994            | Bandzior i karuzela srebra (Bandit: Bandit's Silver Angel, TV)          | Angel Austin                | Hal Needham                                           |
| 1994            | W czym mamy problem? (Serial Mom)                                       | przyjaciółka Carla Pageanta | John Waters                                           |
| 1994            | Zabójcze diamenty (Ice)                                                 | Ellen Reed                  | Brook Yeaton                                          |
| 1994            | Rajdowa dziewczyna (Dragstrip Girl, TV)                                 | Blanche                     | Mary Lambert                                          |
| 1995            | Przeżyć siebie (As Good as Dead)                                        | Nicole Grace                | Larry Cohen                                           |
| 1995            | Your Studio and You (film krótkometrażowy)                              | w roli samej siebie         | Trey Parker                                           |
| 1995            | Zabójcza perfekcja (Virtuosity)                                         | piosenkarka                 | Brett Leonard                                         |
| 1996            | Dzień ojca (Underworld)                                                 | Anna                        | Roger Christian                                       |
| 1996            | Przeklęta wyspa (Dead Man’s Island, TV)                                 | Miranda Prescott            | Peter Hunt                                            |
| 1996            | Krwawa forsa (Blood Money)                                              | Wendy Monroe                | John Shepphird                                        |
| 1997            | Śmiercionośna dyskietka (Stir)                                          | Kelly Bekins                | Rodion Nahapetov                                      |
| 1997            | Donikąd (Nowhere)                                                       | laska z doliny #1           | Gregg Araki                                           |
| 1998            | Trójkąt zdrady (Extramarital)                                           | Elizabeth                   | Yael Russcol                                          |
| 1998            | Blade: Wieczny łowca (Blade)                                            | Racquel                     | Stephen Norrington                                    |
| 1998            | Boogie Boy                                                              | Shonda Lee Bragg            | Craig Hamann                                          |
| 1999            | Ja i Will (Me and Will)                                                 | kelnerka                    | Melissa Behr, Sherrie Rose                            |
| 1999            | D.R.E.A.M. Team (TV)                                                    | Lena Brant                  | Dean Hamilton                                         |
| 2000            | Ostry zakręt (Full Blast)                                               | Lindsay Lord                | Eric Mintz                                            |
| 2000            | Epicentrum (Epicenter)                                                  | agent Amanda Foster         | Richard Pepin                                         |
| 2000            | Ofiara losu (Chump Change, TV)                                          | Sam                         | Stephen Burrows                                       |
| 2002            | Chore pragnienia (They Shoot Divas, Don't They?, TV)                    | Mira                        | Jonathan Craven                                       |
| 2002            | Czarna Maska 2: Miasto masek (Black Mask 2: City of Masks)              | Kameleon                    | Tsui Hark                                             |
| 2003            | Kraina śmierci (Deathlands, TV)                                         | Lady Rachel Cawdor          | Joshua Butler                                         |
| 2003            | Manhood                                                                 | aktorka                     | Bobby Roth                                            |
| 2003            | The Killing Club (You're Killing Me...)                                 | Laura Engles                | Antoni Stutz                                          |
| 2003            | Home (film krótkometrażowy)                                             | Lorna                       | Nancy Deren                                           |
| 2005            | Sweet Pea                                                               | –                           | Traci Lords                                           |
| 2005            | Odmrożenie (Frostbite, wideo)                                           | Naomi Bucks                 | Jonathan Ira Schwartz                                 |
| 2006            | Kontrowersyjna propozycja (Novel Romance)                               | Max Normane                 | Emily Skopov                                          |
| 2006            | Osiem (Crazy Eights)                                                    | Gina Conte                  | Jimi Jones                                            |
| 2007            | The Chosen One                                                          | Pani Sultry (głos)          | Chris Lackey                                          |
| 2007            | Najwspanialsze show w dziejach (The Greatest Show Ever, TV)             | Cow Girl                    | Joe Dante, Huston Huddleston, Scott Leva, Stacy Title |
| 2007            | Słaby punkt (Point of Entry, TV)                                        | Brianna Fine                | Stephen Bridgewater                                   |
| 2008            | Zack i Miri kręcą porno (Zack and Miri Make a Porno)                    | Bubbles                     | Kevin Smith                                           |
| 2008            | Your Name Here                                                          | Julie Frick                 | Matthew Wilder                                        |
| 2009            | Księżniczka Marsa (Princess of Mars)                                    | Dejah Thoris                | Mark Atkins                                           |
| 2010            | Here & Now                                                              | Diane                       | Brian Ronalds, Dean Matthew Ronalds                   |
| 2011            | Sportowa niania (Au Pair, Kansas)                                       | Helen Hazleton              | J.T. O’Neal                                           |
| 2012            | Chirurgiczna precyzja (Excision)                                        | Phyllis                     | Richard Bates Jr.                                     |
| 2013            | Devil May Call                                                          | Valerie „Val” Kramer        | Jason Cuadrado                                        |
| 2015            | Tag                                                                     | Ann                         | Danny Roth                                            |
| 2015            | Super rekiny kontra więźniarki (Sharkansas Women’s Prison Massacre, TV) | detektyw Kendra Patterson   | Jim Wynorski                                          |
| 2016            | Nightmare Nurse (TV)                                                    | Barb                        | Craig Moss                                            |

| seriale TV | seriale TV                                      | seriale TV              | seriale TV                          |
| Rok        | Tytuł                                           | Rola                    | Odcinki                             |
| ---------- | ----------------------------------------------- | ----------------------- | ----------------------------------- |
| 1988       | Cwaniak (Wiseguy )                              | Monique                 | „Date with an Angel”                |
| 1989       | Świat według Bundych (Married... with Children) | pomoc dentystyczna T.C. | „Tooth or Consequences”             |
| 1990       | MacGyver                                        | Jenny                   | „MacGyver's Women”                  |
| 1991       | Świat według Bundych (Married... with Children) | Vanessa Van Pelt        | „Al Bundy, Shoe Dick”               |
| 1991       | Super Force                                     |                         | „Of Human Bondage”                  |
| 1993       | Stukostrachy (The Tommyknockers)                | Nancy Voss              | 2 odcinki                           |
| 1993       | Żar tropików (Tropical Heat)                    | Gwen                    | odc. „Katie's Secret”               |
| 1993       | Nieśmiertelny (Highlander: The Series)          | Greta                   | odc. „The Darkness”                 |
| 1993       | Opowieści z krypty (Tales from the Crypt)       | Emma Conway             | odc. „Two for the Show”             |
| 1994–1995  | Roseanne                                        | Stacy Flagler           | 3 odcinki                           |
| 1995       | Melrose Place                                   | Rikki Abbott            | 4 odcinki                           |
| 1997       | Nash Bridges                                    | Sean Collins            | „Knockout”                          |
| 1997       | Belfer z klasą (Nick Freno: Licensed Teacher)   | Suzanne Wilkinson       | odc. „My Phony Valentine”           |
| 1997       | Viper                                           | Talia Massey            | odc. „The List”                     |
| 1997–1998  | Portret zabójcy (Profiler)                      | Sharon Lesher (Jill)    |                                     |
| 1999       | Herkules (Hercules: The Legendary Journeys)     | Luscious Deluxe         | odc. „Hercules, Tramps & Thieves”   |
| 2000–2001  | Pierwsza fala (First Wave)                      | Jordan Radcliffe        |                                     |
| 2003       | Kochane kłopoty (Gilmore Girls)                 | Natalie Zimmermann      | odc. „The Fundamental Things Apply” |
| 2005       | Will & Grace                                    | Rose                    | odc. „Birds of a Feather Boa”       |
| 2005       | Wanted                                          | barmanka                | 2 odcinki                           |
| 2007       | Andy Barker, P.I.                               | Loretta Crispin         | odc. „Dial M for Laptop”            |
| 2013–2015  | EastSiders                                      | Val                     | 2 odcinki                           |
| 2016       | Swedish Dicks                                   | Jane McKinney           | 3 odcinki                           |

## Teledyski
| Rok  | Tytuł                     | Wykonawca     | Album                    |
| ---- | ------------------------- | ------------- | ------------------------ |
| 1984 | „Gimme Gimme Good Lovin'” | Helix         | Walkin’ the Razor's Edge |
| 1987 | „Notorious”               | Loverboy      | Wildside                 |
| 1991 | „I Wanna Sex You Up”      | Color Me Badd | C.M.B.                   |
| 1994 | „Back on the Street”      | Jay Miles     | 9 Hours                  |

## Gry wideo
| Rok  | Tytuł                               | Character       | Developer                     |
| ---- | ----------------------------------- | --------------- | ----------------------------- |
| 2002 | Defender                            | komandor Kyoto  | Midway Games                  |
| 2004 | The Four Horsemen of the Apocalypse | Pestilence      | The 3DO Company               |
| 2004 | Ground Control 2: Operation Exodus  | dr Alice McNeil | Massive Entertainment         |
| 2005 | True Crime: New York City           | Cassandra Hartz | Luxoflux, Exakt Entertainment |
| 2012 | Hitman: Rozgrzeszenie               | Layla Stockton  | IO Interactive                |
| 2016 | Hitman                              | głosy           | IO Interactive                |
| 2016 | Let It Die                          | Jackal Z        | Grasshopper Manufacture       |

## Nagrody i nominacje
| Rok  | Nagroda                                             | Kategoria                      | Film | Inni wykonawcy | Rezultat  |
| ---- | --------------------------------------------------- | ------------------------------ | --- | -------------- | --------- |
| 1985 | AVN Award                                           | Najlepsza nowa gwiazdka        | – | –              | Nominacja |
| 1985 | XRCO Award                                          | Video Vixen                    | – | –              | Nominacja |
| 1985 | XRCO Award                                          | Odkrycie roku                  | – | –              | Nominacja |
| 1986 | Erotic Movie Award (nagroda magazynu „Hustler”)     | Najlepsza scena seksu          | Siostra najdroższa (Sister Dearest, 1984), reż. Jerry Ross, Jonathan Ross                                               | Tom Byron      | Wygrana   |
| 1986 | AVN Award                                           | Najlepsza scena seksu w filmie | Bad Girls III (1984), reż. David I. Frazer, Svetlana                                                                    | Jay Serling    | Nominacja |
| 1986 | AVN Award                                           | Najlepsza aktorka – wideo      | Tracy Dick w The Adventures of Tracy Dick: The Case of the Missing Stiff (1985), reż. Bianchini Floriani, Jerome Tanner | –              | Nominacja |
| 1987 | AVN Award                                           | Hall of Fame (Sala Sław)       | – | –              | Wygrana   |
| 2001 | Film Discovery Jury Award (US Comedy Arts Festival) | Najlepsza aktorka              | Sam w Ofiara losu (Chump Change, 2000), reż. Stephen Burrows                                                            | –              | Wygrana   |
| 2012 | Fright Meter Awards                                 | Najlepsza aktorka drugoplanowa | Phyllis w Chirurgiczna precyzja (Excision, 2012), reż. Richard Bates Jr.                                                | –              | Wygrana   |
| 2013 | Fangoria Chainsaw Award                             | Najlepsza aktorka drugoplanowa | Phyllis w Chirurgiczna precyzja (Excision, 2012), reż. Richard Bates Jr.                                                | –              | Wygrana   |
| 2013 | CinEuphoria Award                                   | Najlepsza aktorka drugoplanowa | Phyllis w Chirurgiczna precyzja (Excision, 2012), reż. Richard Bates Jr.                                                | –              | Wygrana   |
| 2014 | Indie Series Award                                  | Najlepszy gościnny występ      | Val w serialu EastSiders (2012)                                                                                         | –              | Nominacja |